# Charleval (Bouches-du-Rhône)
Charleval település Franciaországban, Bouches-du-Rhône megyében. Lakosainak száma 2634 fő (2022. január 1.). Charleval Lambesc, Mallemort, La Roque-d'Anthéron, Vernègues és Puget községekkel határos.

## Népesség
A település népességének változása:
| Lakosok száma | 1278 | 1684 | 1877 | 2324 | 2532 | 2731 | 2700 | 2669 | 2655 | 2634 |
|               | 1968 | 1982 | 1990 | 2006 | 2013 | 2015 | 2017 | 2019 | 2020 | 2022 |